# سيتاغروي
سيتاغروي (Σιταγροί) هي مدينة في دراما في مقاطعة فوريا إلادا في اليونان.